# Mitlosheim
Mitlosheim ist ein Ortsteil der Gemeinde Losheim am See im Landkreis Merzig-Wadern (Saarland).

## Geographie
Mitlosheim liegt ca. 3,5 km nordöstlich vom Kernort Losheim am See.

## Geschichte
Bis zur kommunalen Neugliederung durch die Gebiets- und Verwaltungsreform gehörte die bis dahin eigenständige Gemeinde Mitlosheim zum Amt Weiskirchen, dessen erste urkundliche Erwähnung im Jahre 1030 durch eine Schenkungsurkunde der Markgräfin Judith von Lothringen an die Benediktinerabtei St. Eucharius (der späteren Benediktinerabtei St. Matthias in Trier) erfolgte. Bis zum Jahr 1794 stand Weiskirchen unter der Herrschaft des Klosters St. Matthias. Dann wurde es von französischen Revolutionstruppen besetzt. 1814 übernahmen die Preußen bis 1918 die Herrschaft. Der Weimarer Republik folgte 1933–1945 das „Dritte Reich“. In den Nachkriegsjahren bis zur Wiedervereinigung des Saarlandes mit der Bundesrepublik Deutschland im Jahre 1957 lag Weiskirchen in der französischen Besatzungszone bzw. ab 1946 im autonomen Saarstaat. Am 1. Januar 1974 wurde die Gemeinde Mitlosheim in die Gemeinde Losheim eingegliedert.

## Politik
Ortsvorsteher: Tobias Gastauer (CDU)

### Wappen des Ortsteils von 1994
- oben rechts: Auf Silber ein durchgehendes rotes Kreuz (Zeichen der Territorialhoheit und Grundherrschaft Kurtriers über Losheim bis zur französischen Revolution)
- oben links: Abwechselnd drei schwarze und drei goldene Querbalken (Farben der Herren zu Schwarzenberg)
- unten rechts: Ein roter Löwe auf vier silbernen und vier blauen Querbalken. (Zeichen der Herren von Luxemburg)
- unten links:  Auf grünem Grund ein silberner geschwungener Querbalken von rechts oben nach links unten; rechts ein silberner Kreis mit einem innenliegenden auf der Spitze stehenden grünen Quadrat; links ein silbernes Kreuz.

## Kultur
Mitlosheim besitzt ein Bürgerhaus (die ehemalige Schule), in dem die örtlichen Vereine ihre Festveranstaltungen abhalten. Größere Veranstaltungen finden im historischen „Maschinenschuppen“ statt. Dabei handelt es sich um ein unter Denkmalschutz stehendes Holzgebäude, in dem in früheren Zeiten die Bauern ihre Maschinen und Geräte aufbewahrten, wenn sie nicht benutzt wurden. Besonders bekannt in der Region ist das sogenannte „Eierschmierenessen“, das alljährlich Fastnachtsdienstags im Maschinenschuppen stattfindet. Nach einem Fastnachtsumzug, an dem viele Faschingsgruppen aus den benachbarten Orten teilnehmen, wird anschließend traditionell am letzten Tag vor der Fastenzeit an alle Gäste Brote mit Rührei verteilt. Der Kulturverein Mitlosheim e. V., der 1924 gegründet wurde, bestehend aus einer Theatergruppe und einem Orchester, führt alljährlich im Wechsel ein Theaterstück und ein Konzert auf. Kirmes feiert der Ortsteil Mitlosheim jeweils am letzten Sonntag im September bzw. am ersten Sonntag im Oktober. Unter anderem gibt es für Jugendliche einen Jugendclub, der regelmäßig in den Räumlichkeiten unter dem Bürgerhaus besucht wird.

## Bildung und Erziehung
Die Schulkinder des Ortsteiles besuchen die umliegenden Gemeinschaftsschulen in Losheim, Weiskirchen, Wadern oder Merzig sowie die umliegenden Gymnasien in Merzig oder Wadern. Die Jüngsten den katholischen Kindergarten im benachbarten Niederlosheim.